# El Pireu

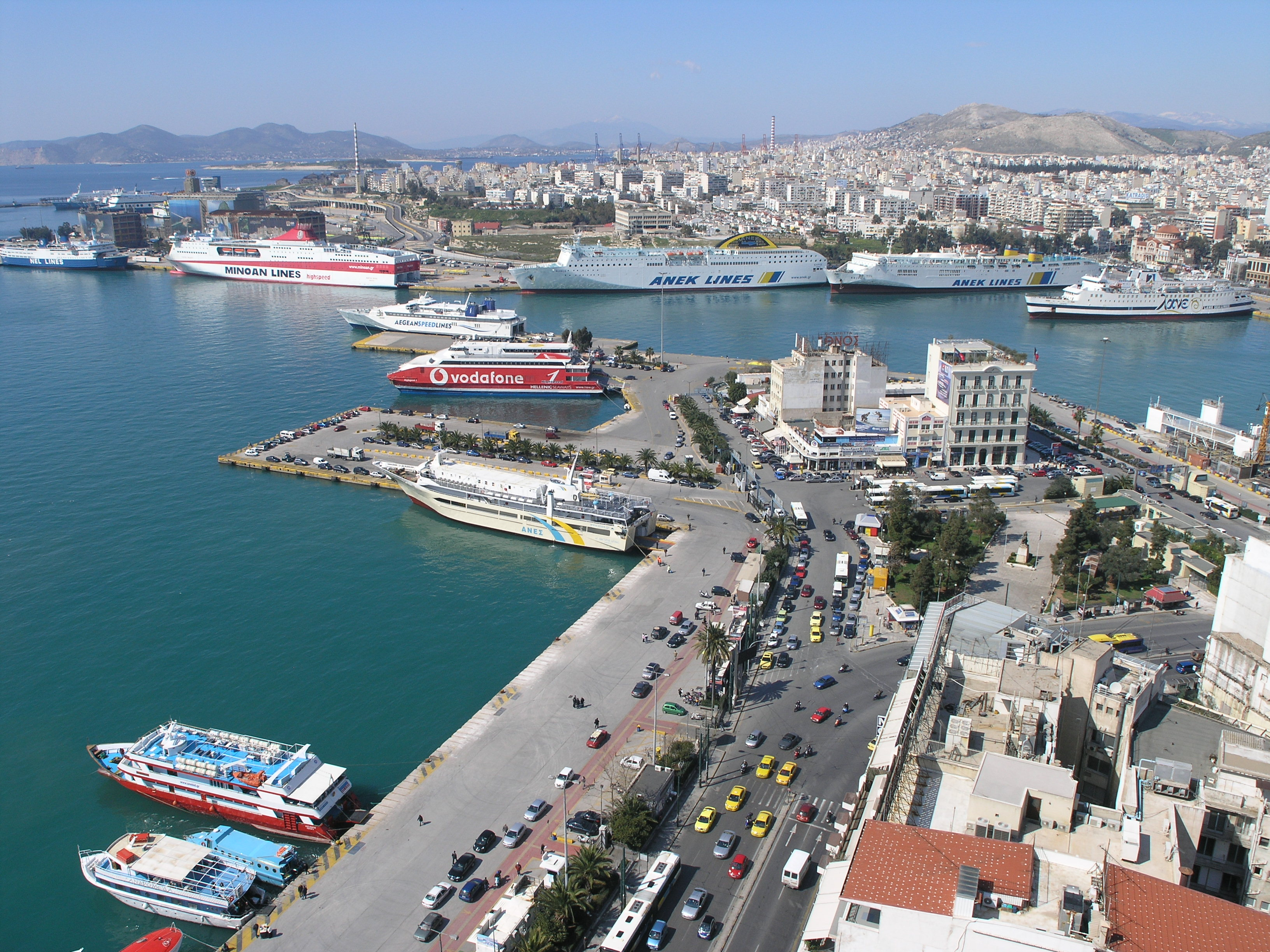
Vista del Pireu des del port

El Pireu (en grec modern Πειραιά(ς), Pireà(s); en grec antic Πειραιεύς, Pireéfs) és una ciutat del sud-est de Grècia situada al nomós (departament) de l'Àtica, a la riba del golf Sarònic. És el port d'Atenes i un dels més actius i importants de Grècia. També és port de referència per a la navegació per les illes del mar Egeu i una important escala per a les principals companyies navilieres de l'Orient Pròxim. La seva població era, el 2001, de 175.697 habitants.
La ciutat té importants drassanes, fàbriques de maquinària agrícola, vidre i productes tèxtils i químics. A més, exporta olives, oli d'oliva i sabó. També té una important escola industrial fundada l'any 1938.
El Pireu es va constituir com a ciutat cap a l'any 450 aC, moment en què el seu port ja estava al servei de la ciutat d'Atenes. Entre els anys 461 aC i 457 aC es van construir les llargues muralles que unien les dues ciutats. L'any 86 aC la ciutat va ser destruïda pel general romà Sil·la. Durant el segle ii de la nostra era va ser reconstruïda per l'emperador Hadrià. Va a tornar a tenir rellevància durant el segle xix després de la independència de Grècia. L'any 1831 va tornar a ser escollida com a port d'Atenes. Actualment amb Atenes forma un sol nucli homogeni de població conegut amb el nom de Gran Atenes.